# عماد الرحولي
عماد الرحولي لاعب كرة قدم مغربي ولد في 1 يناير 1994 في آسفي في المغرب.